# Ракович Ольга Петрівна
Ракович Ольга Петрівна (13.05.1904 (27.05), с. Лозова Катеринославської губ. — 15.06.1980, Полтава) — друг і соратниця А. С. Макаренка, працівниця Полтавської трудової колонії імені М. Горького, сестра вихователя колонії І. П. Раковича.

## Біографія
Народилася в с. Лозовій четвертою дитиною в сім'ї вчителя співів церковно-приходської школи і місцевої гімназії. У 1913 привезена батьками до Полтави, де 6 років навчалася в жіночих гімназіях — спочатку в приватній гімназії В. П. Ахшарумової, а з 1916 по 1919 у гімназії В. А. Морозовської, закінчити яку завадила Громадянська війна. Потому свою освіту доповнила одним курсом 1-ї Соціально-економічної школи м. Полтави (1920—1921). Трудову діяльність розпочала 01.10.1920 на посаді бібліотекаря 7-ї Трудової школи м. Полтави, потім працювала рахівником Підвідділу постачання Полтавської губнаросвіти (24.05.1921 — 22.08.1922). В колонії імені М. Горького працювала з 02.02.1923 по 06.04.1926, виконуючи обов'язки агента для доручень і інструктора з керівництва колоністами в місті. У 1920—1926 неодноразово отримувала листи і записки від А. С. Макаренка, в яких педагог освідчувався їй у коханні. Після звільнення з колонії у зв'язку з її переведенням до Куряжу і нетривалої роботи на посаді рахівника, діловода або секретаря в низці полтавських освітніх закладів (2-ге Дитяче містечко м. Полтави, Полтавський агроном-кооперативний технікум, Полтавський сільськогосподарський політехнікум, реорганізований в Полтавський сільськогосподарський інститут) отримала посаду секретаря заочного відділення і референта навчальної частини в Полтавському державному педагогічному інституті (лютий 1932). У 1940 вийшла заміж за викладача математики інституту — В. В. Петренка. При евакуації інституту залишилася в Полтаві через вагітність, під час окупації втратила дитину, працювала бухгалтером в Будинкоуправлінні і Полтавському райфінвідділі. За тиждень після звільнення Полтави від німецько-фашистських військ (01.10.1943) знову прийнята секретарем навчальної частини до Полтавського педінституту, активно працювала на його відбудові. Після війни отримала звістку про зникнення безвісти чоловіка у 1943. З листопада 1955 і до виходу на пенсію (26.06.1972) обіймала посаду інспектора навчальної частини. Була обрана до Октябрської районної у м. Полтаві ради депутатів трудящих (1957), нагороджена медаллю «За доблесну працю у Великій Вітчизняній війні 1941—1945 рр.» (1945). В останні дні життя А. С. Макаренка намагалася встановити з ним листування, привітавши з нагородженням орденом Трудового червоного прапора, отримала відповідь педагога наступного дня після його смерті (02.04.1939). Брала активну участь у роботі інститутського макаренкознавчого гуртка, часто виступала зі спогадами про видатного педагога перед громадськістю міста, на сторінках газет, підтримувала зв'язок з колишніми вихованцями А. С. Макаренка, дослідниками та поціновувачами його спадщини з усього СРСР. За поданням інституту нагороджена медаллю А. С. Макаренка (1966). Померла 15 червня 1980.
Пр.: Ткач Л. Працювати по-макаренківському / Л. Ткач, О. Ракович // Зоря Полтавщини. — 1965. — 5 січня.